# Хронологія поширення COVID-19 (червень 2021)
Стаття описує поширення коронавірусу тяжкого гострого респіраторного синдрому-2, що спричинив спалах коронавірусної хвороби 2019, у червні 2021 року. Уперше хвороба була зареєстрована в місті Ухань у КНР у грудні 2019 року.

## Хронологія пандемії

### 1 червня
Щотижневий звіт Всесвітньої організації охорони здоров'я:
- Фіджі повідомили про 35 нових випадків хвороби, деякі випадки були зареєстровані в лікарнях Наді та Меморіальній лікарні колоніальної війни.[2]
- У Малайзії повідомили про 7105 нових випадків хвороби, загальна кількість випадків зросла до 579462. Зареєстровано 6083 нових одужання, загальна кількість одужань зросла до 496121. Повідомлено про 71 нову смерть, внаслідок чого кількість померлих зросла до 2867. Зареєстровано 80474 активних випадків хвороби, 872 перебували у відділенні інтенсивної терапії та 419 на апараті штучної вентиляції легень.[3]
- У Новій Зеландії не було зареєстровано нових випадків хвороби, загалом залишилося 2673 випадків (2317 підтверджених і 356 ймовірних). Було 4 одужання, загальна кількість одужань зросла до 2634. Кількість померлих залишилася на рівні 26. Було 13 активних випадків хвороби.[4]
- У Сінгапурі повідомили про 18 нових випадків хвороби, у тому числі 15 з місцевою передачеею та 3 завезених, що довело загальну кількість випадків до 62069.[5] 22 хворих одужали, загальна кількість одужань зросла до 61481. Кількість померлих залишилася на рівні 33.[6]
- Україна повідомила про 2137 нових випадків хвороби і 163 нових випадки смерті за день, загальна кількість зросла до 2204631 і 50699 відповідно; загалом одужали 2053167 хворих.[7]

### 2 червня
- Фіджі підтвердили 35 нових випадків хвороби.[8]
- Малайзія повідомила про 7703 нових випадків хвороби, загальна кількість випадків зросла до 587165. Зареєстровано 5777 одужань, що довело загальну кількість одужань до 501898. Зареєстровано 126 смертей, що збільшило кількість померлих до 2993. Зареєстровано 82274 активних випадків хвороби, з них 878 у реанімації та 441 на апараті штучної вентиляції легень.[9]
- Нова Зеландія повідомила про 6 нових випадків хвороби, загальну кількість випадків зросла до 2679 (2323 підтверджених і 356 ймовірних). Один хворий одужав, загальна кількість одужань досягла 2635. Кількість померлих залишилася на рівні 26. Було 18 активних випадків хвороби.[10]
- У Сінгапурі повідомили про 31 новий випадок хвороби, у тому числі 24 з місцевою передачею вірусу та 7 завезених, загальна кількість випадків зросла до 62100.[11] Крім того, з'явився новий кластер із пов'язаними з ним 26 випадками передачі. 42 хворих одужали, внаслідок чого загальна кількість одужань склала 61523. Кількість померлих залишилася на рівні 33.[12]
- Україна повідомила про 2205 нових випадків за добу та 158 нових смертей за добу, загальна кількість зросла до 2206836 і 50857 відповідно; загалом одужали 2062572 хворі.[13]

### 3 червня
- Фіджі підтвердили 28 нових випадків хвороби.[14]
- Малайзія повідомила про 8209 нових випадків хвороби, загальна кількість випадків зросла до 595374. Зареєстровано 7049 одужань, загальна кількість одужань зросла до 508947. Зареєстровано 103 смерті, кількість померлих зросла до 3096. Зареєстровано 83331 активний випадок хвороби, з них 880 у реанімації та 446 на апараті штучної вентиляції легень.[15]
- Нова Зеландія повідомила про 2 нові випадки хвороби, загальна кількість випадків зросла до 2681 (2325 підтверджених і 356 ймовірних). Зареєстровано 3 одужання, загальна кількість одужань зросла до 2638. Кількість померлих залишилася на рівні 26. У керованій ізоляції перебували 17 активних випадків хвороби.[16]
- У Сінгапурі повідомили про 45 нових випадків хвороби, у тому числі 35 з місцевою передачею вірусу та 10 завезених, загальна кількість випадків зросла до 62145. З випадків місцевої передачі 22 були пов'язані з кластером MINDSville@Napiri.[17] Крім того, на блоці 506 Хуганг Авеню 8 з'явився новий кластер із пов'язаними з ним 13 випадками місцевої передачі. Зареєстровані 34 одужання, що загальна кількість одужань зросла до 61557. Кількість померлих залишилася на рівні 33.[18]
- Україна повідомила про 2581 новий випадок хвороби за добу та 102 нові випадки смерті за добу, загальна кількість зросла до 2209417 і 50959 відповідно; загалом одужав 2072091 хворий.[19]

### 4 червня
- Австралія повідомила про перший випадок індійського варіанту Дельта в столиці штату Вікторія Мельбурні.[20]
- Фіджі повідомили про 35 нових випадків хвороби.[21]
- Малайзія повідомила про 7748 нових випадків хвороби, загальна кількість випадків зросла до 603122. Зареєстровано 6624 одужання, загальна кількість одужань зросла до 515571. 86 хворих померли, внаслідок чого кількість померлих досягла 3182. Зареєстровано 84369 активних випадків хвороби, з них 883 у реанімації та 453 на апараті штучної вентиляції легень.[22]
- Нова Зеландія повідомила про один новий випадок хвороби, загальна кількість випадків зросла до 2683 (2326 підтверджених і 356 ймовірних). Один хворий одужав, загальна кількість одужань досягла 2639. Кількість померлих залишилася на рівні 26. У керованій ізоляції перебувало 17 активних випадки хвороби.[23]
- У Сінгапурі повідомили про 13 нових випадків хвороби, в тому числі 7 з місцевою передачею вірусу та 6 завезених, загальна кількість випадків зросла до 62158.[24] 23 хворі одужали, загальна кількість одужань зросла до 61580. Кількість померлих залишилася на рівні 33.[25]
- Україна повідомила про 2266 нових випадків хвороби за добу та 95 нових смертей за добу, загальна кількість зросла до 2211683 та 51054 відповідно; загалом одужали 2080382 хворі.[26]

### 5 червня
- Острови Кука підтвердили свій перший позитивний результат тесту на COVID-19, але пізніше виявлено, що це був раніше перенесений випадок хвороби, який уже завершив карантин у Новій Зеландії.[27][28]
- Фіджі підтвердили 33 нових випадки хвороби.[29]
- Малайзія повідомила про 7452 нових випадки хвороби, загальна кількість випадків зросла до 610754. Зареєстровано 6105 одужань, загальна кількість одужань зросла до 521676. Зареєстровано 109 смертей, кількість померлих зросла до 3291. Зареєстровано 85607 активних випадків хвороби, з них 886 у реанімації та 446 на апараті штучної вентиляції легень.[30]
- У Сінгапурі повідомили про 18 нових випадків хвороби, у тому числі 13 з місцевою передачею вірусу та 5 завезених, загальна кількість випадків зросла до 62176. З випадків місцевої передачі всі були пов'язані з попередніми випадками.[31] Крім того, в «Atatcutz Singapore» з'явився новий кластер із 4 випадками, пов'язаними з ним, місцевої передачі. 33 хворих одужали, внаслідок чого загальна кількість одужань склала 61613. Кількість померлих залишилася на рівні 33.[32]
- Україна повідомила про 1897 нових випадків хвороби за добу та 86 нових смертей за добу, загальна кількість зросла до 2213580 та 51140 відповідно; загалом одужали 2088712 хворих.[33]

### 6 червня
- На Фіджі підтверджено 83 нові випадки хвороби, причому були випадки, зареєстровані за межами зон стримування.[34]
- Малайзія повідомила про 6241 підтверджений випадок хвороби, загальна кількість випадків зросла до 616815. зареєстровано 5133 одужання, загальна кількість одужань зросла до 526809. Зареєстровано 87 смертей, кількість померлих зросла до 3378. Зареєстровано 86628 активних випадків хвороби, з них 890 у реанімації та 444 на штучній вентиляції легень.[35]
- Нова Зеландія повідомила про один новий випадок хвороби, тоді як один раніше зареєстрований випадок був перекваліфікований; загальна кількість зросла до 2682 (2326 підтверджених і 356 ймовірних). Кількість одужань залишилася на рівні 2639, а кількість померлих — 26. Налічувалось 17 активних випадків хвороби в керованій ізоляції.[36]
- У Сінгапурі повідомили про 20 нових випадків хвороби, в тому числі 6 з місцевою передачею вірусу та 14 завезених, загальна кількість випадків зросла до 62196.[37] Зареєстровано 22 одужання, загальна кількість одужань зросла до 61635. Кількість померлих залишилася на рівні 33.[38]
- Україна повідомила про 937 нових випадків хвороби за добу та 42 нових випадки смерті за добу, загальна кількість зросла до 2214517 і 51182 відповідно; загалом одужали 2093228 хворих.[39]

### 7 червня
- Фіджі підтвердили 64 нових випадки хвороби та повідомили про 14 % позитивних результатів тестів за останні 7 днів.[40]
- Малайзія повідомила про 5271 новий випадок хвороби, загальна кількість випадків зросла до 622086. Зареєстровано 7548 нових одужань, загальна кількість одужань зросла до 534357. Зареєстровано 82 смерті, кількість померлих зросла до 3460. Зареєстровано 84269 активних випадків хвороби, з них 902 у реанімації та 447 на апараті штучної вентиляції легень.[41]
- У Сінгапурі повідомили про 14 нових випадків хвороби, у тому числі 5 з місцевою передачею вірусу та 9 завезених, загальна кількість випадків зросла до 62210.[42] 25 хворих одужали, загальна кількість одужань зросла до 61660. Кількість померлих залишилася на рівні 33.[43]
- Україна повідомила про 535 нових випадків хвороби за добу та 33 нові смерті за добу, загальна кількість зросла до 2215052 та 51215 відповідно; загалом одужав 2094971 хворий.[44]

### 8 червня
- Щотижневий звіт Всесвітньої організації охорони здоров'я[45]:
- Кількість випадків COVID-19 в Аргентині перевищила 4 мільйони.[46]
- Фіджі повідомили про 94 нових випадки хвороби.[47]
- У Малайзії повідомили про 5566 нових випадків хвороби, загальна кількість випадків зросла до 627652. Повідомлено про 6962 одужання, загальна кількість одужань зросла до 541319. Повідомлено про 76 смертей, кількість померлих зросла до 3536. Налічувалось 82797 активних випадків хвороби, з них 903 у реанімації та 458 на апараті штучної вентиляції легень.[48]
- Нова Зеландія повідомила про 10 нових випадків хвороби, загальна кількість випадків зросла до 2692 (2336 підтверджених і 356 ймовірних). Одужали 5 хворих, загальна кількість одужань зросла до 2644. Кількість померлих залишишилася на рівні 26. У керованій ізоляції перебували 22 активні випадки хвороби.[49]
- У Сінгапурі повідомили про 9 нових випадків хвороби, у тому числі 3 з місцевою передачею вірусу та один у гуртожитку, внаслідок чого загальна кількість випадків сягнула 62219.[50] 42 хворих одужали, внаслідок чого загальна кількість одужань зросла до 61702. Пізніше було підтверджено ще одну смерть, внаслідок чого кількість померлих зросла до 34.[51]
- Україна повідомила про 1602 нові випадки хвороби за добу та 118 нових смертей за добу, загальна кількість зросла до 2216654 та 51333 відповідно; загалом одужали 2101722 хворі.[52]

### 9 червня
- Фіджі повідомили про 35 нових випадків хвороби, загальна кількість випадків зросла до 880. 15 хворих одужали, загальна кількість одужань зросла до 249. Кількість смертей залишилася на рівні 4. Налічувалось 624 активні випадки хвороби.[53]
- Індія повідомила про 86498 нових випадків хвороби, внаслідок чого загальна кількість випадків перевищила 29 мільйонів.[54]
- Малайзія повідомила про 6239 нових випадків хвороби, внаслідок чого загальна кількість випадків досягла 633891. Зареєстровано 7386 одужань, загальна кількість одужань зросла до 548705. Зареєстровано 75 смертей, кількість померлих зросла до 3611. Зареєстровано 81575 активних випадків хвороби, з них 905 у реанімації та 453 на апараті штучної вентиляції легень.[55]
- Нова Зеландія повідомила про 4 нових випадки хвороби, загальна кількість випадків зросла до 2696 (2340 підтверджених і 356 ймовірних). Зареєстровано 2 одужання, загальна кількість одужань зросла до 2646. Кількість померлих залишилася на рівні 26. У керованій ізоляції перебували 24 активні випадки хвороби.[56]
- У Сінгапурі повідомили про 4 нові випадки хвороби, в тому числі 2 з місцевою передачею вірусу та один завезений, загальна кількість випадків зросла до 62223. З випадків місцевої передачі один з них не пов'язаний з іншими випадками.[57] Зареєстровано 38 одужань, загальна кількість одужань зросла до 61740. Кількість померлих залишилася на рівні 34.[58]
- Україна повідомила про 1385 нових випадків хвороби за добу та 77 нових смертей за добу, загальна кількість зросла до 2218039 та 51410 відповідно; загалом одужали 2108684 хворих.[59]

### 10 червня
- Фіджі підтвердили 39 нових випадків хвороби, загальна кількість випадків зросла до 849. Було підтверджено 7 нових одужань, загальна кількість одужань зросла до 256. Кількість померлих залишилася на рівні 4. Налічувалось 656 активних випадків хвороби.[60]
- Малайзія повідомила про 5671 новий випадок хвороби, загальна кількість випадків зросла до 639562. Зареєстровано 7362 нових одужання, загальна кількість одужань зросла до 556030. Зареєстровано 73 смерті, кількість померлих зросла до 3684. Зареєстровано 79848 активних випадків хвороби, з них 911 у реанімації та 461 на апараті штучної вентиляції легень.[61]
- Нова Зеландія повідомила про один новий випадок хвороби, загальна кількість випадків зросла до 2697 (2341 підтверджених і 356 ймовірних). Один хворий одужав, загальна кількість одужань досягла 2647. Кількість померлих залишилася на рівні 26. У керованій ізоляції перебували 24 активні випадки хвороби.[62]
- У Сінгапурі повідомили про 13 нових випадків хвороби, у тому числі 4 з місцевою передачею вірусу та 9 завезених, загальна кількість випадків зросла до 62236.[63] 25 хворих одужали, внаслідок чого загальна кількість одужань досягла 61765. Кількість померлих залишилася на рівні 34.[64]
- Україна повідомила про 1785 нових випадків хвороби за добу та 97 нових смертей за добу, загальна кількість зросла до 2219824 та 51507 відповідно; загалом одужали 2115197 хворих.[65]

### 11 червня
- Іран перевищив показник у 3 мільйони випадків хвороби.[66]
- Малайзія повідомила про 6849 нових випадків хвороби, внаслідок чого загальна кількість випадків досягла 646411. Зареєстровано 7749 нових одужань, загальна кількість одужань зросла до 563779. Зареєстровано 84 смерті, кількість померлих зросла до 3768. Налічувалось 78864 активних випадків хвороби, з них 912 у реанімації та 458 на апараті штучної вентиляції легень.[67]
- Нова Зеландія повідомила про 5 нових випадків хвороби, загальна кількість випадків зросла до 2702. Кількість одужань залишилася на рівні 2647, а кількість померлих — 26. налічувалось 29 активних випадків хвороби в керованій ізоляції.[68]
- У Сінгапурі повідомили про 9 нових випадків хвороби, в тому числі 3 з місцевою передачею вірусу та 6 завезених, загальна кількість випадків зросла до 62245. З випадків місцевої передачі всі не були пов'язані з іншими випадками.[69] 34 хворі одужали, внаслідок чого загальна кількість одужань досягла 61799. Кількість померлих залишилася на рівні 34.[70]
- Україна повідомила про 1603 нових випадки хвороби за день і 70 нових смертей за день, загальна кількість зросла до 2221427 і 51577 відповідно; загалом одужали 2120780 хворих.[71]

### 12 червня
- Фіджі підтвердили 47 нових випадків COVID-19.[72]
- Малайзія повідомила про 5793 нові випадки хвороби, загальна кількість випадків зросла до 652204. Зареєстровано 8334 одужання, загальна кількість одужань зросла до 572113. Зареєстровано 76 смертей, кількість померлих зросла до 3844. Зареєстровано 76247 активних випадків хвороби, з них 914 у реанімації та 459 на апараті штучної вентиляції легень.[73]
- У Сінгапурі повідомили про 21 новий випадок хвороби, в тому числі 12 з місцевою передачею вірусу та 9 завезених, загальна кількість випадків зросла до 62266. З випадків місцевої передачі 5 не були пов'язані з іншими випадками.[74] Крім того, після того, як подальші тести показали негативні результати, із підрахунку було вилучено 3 випадки місцевої передачі, внаслідок чого загальна кількість зменшилась до 62263. Зареєстровано 39 одужань, внаслідок чого загальна кількість одужань зросла до 61838. Кількість померлих залишилася на рівні 34.[75]
- Україна повідомила про 1274 нових випадки хвороби за добу та 69 нових смертей за добу, загальна кількість зросла до 2222701 та 51646 відповідно; загалом одужали 2125685 хворих.[76]

### 13 червня
- Фіджі підтвердили 105 нових випадків хвороби.[77]
- Іран перевищив показник у 3 мільйони випадків хвороби.[66]
- Малайзія повідомила про 6849 нових випадків хвороби, внаслідок чого загальна кількість випадків досягла 646411. Зареєстровано 7749 нових одужань, загальна кількість одужань зросла до 563779. Зареєстровано 84 смерті, кількість померлих зросла до 3768. Налічувалось 78864 активних випадків хвороби, з них 912 у реанімації та 458 на апараті штучної вентиляції легень.[67]
- Нова Зеландія повідомила про 5 нових випадків хвороби, загальна кількість випадків зросла до 2702. Кількість одужань залишилося на рівні 2647, а кількість померлих — 26. Зареєстровано 29 активних випадків хвороби в керованій ізоляції.[68]
- У Сінгапурі повідомили про 13 нових випадків хвороби, у тому числі 10 з місцевою передачею вірусу та 3 завезені, загальна кількість випадків зросла до 62276.[78] 31 хворий одужав, загальна кількість одужань зросла до 61869. Кількість померлих залишилася на рівні 34.[79]
- Україна повідомила про 857 нових випадків хвороби за добу та 33 нові смерті за добу, загальна кількість зросла до 2223558 і 51679 відповідно; загалом одужали 2127337 хворих.[80]

### 14 червня
- Уряд Фіджі підтвердив 89 нових випадків зараження дельта-варіантом. 23 хворих одужали, налічувалось 860 активних випадків хвороби.[81]
- Малайзія повідомила про 4949 нових випадків хвороби, загальна кількість випадків зросла до 662457. Зареєстровано 6588 нових одужань, загальна кількість одужань зросла до 586864. Зареєстровано 60 смертей, кількість померлих зросла до 3968. Налічувалось 71625 активних випадків хвороби, з них 921 у реанімації та 459 на апараті штучної вентиляції легень.[82]
- Нова Зеландія повідомила про один новий випадок хвороби, загальна кількість випадків зросла до 2709 (2353 підтверджених і 356 ймовірних). Зареєстровано одне одужання, загальна кількість одужань зросла до 2656. Кількість померлих залишилася на рівні 26. Налічувалось 27 активних випадків хвороби.[83]
- Сінгапур повідомив про 25 нових випадків хвороби, у тому числі 18 з місцевою передачею вірусу та один у гуртожитку, внаслідок чого загальна кількість випадків сягнула 62301.[84] 25 хворих одужали, внаслідок чого загальна кількість одужань склала 61894. Кількість померлих залишилася на рівні 34.[85]
- Україна повідомила про 420 нових випадків хвороби за добу та 13 нових смертей за добу, загальна кількість випадків зросла до 2223978 та 51692 відповідно; загалом одужали 2130665 хворих.[86]

### 15 червня
Щотижневий звіт Всесвітньої організації охорони здоров'я:
- Фіджі підтвердили 116 нових випадків COVID-19, і оголосили про ще одну смерть, кількість померлих зросла до 5.[88]
- Малайзія повідомила про 5419 нових випадків хвороби, загальна кількість випадків зросла до 667876. Зареєстровано 6831 нове одужання, загальна кількість одужань зросла до 593695. Повідомлено про 101 смерть, кількість померлих зросла до 4069. Зареєстровано 70112 активних випадків хвороби, з них 922 у реанімації та 450 на штучній вентиляції легень.[89]
- Нова Зеландія повідомила про один раніше перенесений випадок, тоді як інші раніше зареєстровані випадки були перекласифіковані; загальна кількість випадків була перерахована до 2709 (2353 підтверджених і 356 ймовірних). Одужали 4 хворих, внаслідок чого загальна кількість одужань досягла 2660. Кількість померлих залишилася на рівні 26. Налічувалось 23 активні випадки хвороби.[90]
- У Сінгапурі повідомили про 14 нових випадків місцевої передачі вірусу, у тому числі 5 не пов'язаних з іншими випадками, загальна кількість випадків зросла до 62315.[91] Зареєстровано 17 одужань, загальна кількість одужань зросла до 61911. Кількість померлих залишилася на рівні 34.[92]
- Україна повідомила про 1014 нових випадків хвороби за добу та 77 нових смертей за добу, загальна кількість зросла до 2224992 та 51769 відповідно; загалом одужали 2136176 хворих.[93]

### 16 червня
- Фіджі підтвердили 121 новий випадок хвороби.[94]
- У Малайзії повідомили про 5150 нових випадків хвороби, загальна кількість випадків зросла до 673026. Зареєстровано 7240 одужань, загальна кількість одужань зросла до 600935. Зареєстровано 73 смерті, кількість померлих зросла до 4142 осіб. Зареєстровано 67949 активних випадків хвороби, з них 924 у реанімації та 453 на штучній вентиляції легень.[95]
- Нова Зеландія повідомила про 2 нові випадки хвороби, загальна кількість випадків зросла до 2711 (2355 підтверджених і 356 ймовірних). Зареєстровано 2 одужання, загальна кількість одужань зросла до 2662. Кількість померлих залишилася на рівні 26. У керованій ізоляції перебували 23 активні випадки хвороби.[96]
- У Сінгапурі повідомили про 24 нові випадки хвороби, у тому числі 19 з місцевою передачею вірусу та 5 завезених, загальна кількість випадків зросла до 62339.[97] З випадків місцевої передачі 3 з них не були пов'язані з іншими випадками. 20 хворих одужали, загальна кількість одужань до 61931. Кількість померлих залишилася на рівні 34.[98]
- Україна повідомила про 1045 нових випадків хвороби за добу та 78 нових смертей за добу, загальна кількість випадків зросла до 2226037 та 51847 відповідно; загалом одужали 2140978 хворих.[99]

### 17 червня
- Фіджі підтвердили 91 новий випадок хвороби і повідомили про ще одну смерть, кількість померлих зросла до 6.[100]
- Малайзія повідомила про 5738 нових випадків хвороби, загальна кількість випадків зросла до 678764. Зареєстровано 7530 нових одужань, загальна кількість одужань зросла до 608465. Зареєстровано 60 смертей, кількість померлих зросла до 4602. Налічувалось 66097 активних випадків хвороби, з них 909 у реанімації та 441 на апараті штучної вентиляції легень.[101]
- Нова Зеландія повідомила про 2 нові випадки хвороби, загальна кількість випадків зросла до 2713 (2357 підтверджених і 356 ймовірних). Один хворий одужав, загальна кількість одужань досягла 2663. Кількість померлих залишилася на рівні 26. У керованій ізоляції перебували 24 активні випадки хвороби.[102]
- У Сінгапурі повідомили про 27 нових випадків хвороби, у тому числі 20 з місцевою передачею вірусу та 7 завезених, загальна кількість випадків зросла до 62366. З випадків місцевої передачі 2 не були пов'язані з іншими випадками.[103] 29 хворих одужали, внаслідок чого загальна кількість одужань досягла 61960. Кількість померлих залишилася на рівні 34.[104]
- В Україні за день зареєстровано 1188 нових випадків хвороби та 55 нових смертей, загальна кількість зросла до 2227225 і 51902 відповідно; загалом одужали 2145660 хворих.[105]
- Захисник футбольної збірної Словаччини Деніс Вавро та один із співробітників штабу збірної отримали позитивний тест на COVID-19.[106]

### 18 червня
- Фіджі підтвердили 115 нових випадків хвороби.[107]
- Малайзія повідомила про 6440 нових випадків хвороби, загальна кількість випадків зросла до 685204. Зареєстровано 6861 нових одужань, загальна кількість одужань зросла до 615326. Зареєстровано 74 смерті, кількість померлих зросла до 4276. Налічувалось 65602 активних випадків хвороби, з них 894 у реанімації та 451 на апараті штучної вентиляції легень.[108]
- Нова Зеландія повідомила про один новий випадок хвороби, загальна кількість випадків зросла до 2714 (2358 підтверджених і 356 ймовірних). Одужали 2 хворих, внаслідок чого загальна кількість одужань досягла 2665. Кількість померлих залишилася на рівні 26. У керованій ізоляції перебували 23 активні випадки хвороби.[109]
- У Сінгапурі повідомили про 16 нових випадків хвороби, у тому числі 14 з місцевою передачею вірусу і 2 завезених, загальна кількість випадків зросла до 62382.[110] Зареєстровано 27 одужань, загальну кількість одужань до 61987. Кількість загиблих залишилася на рівні 34.[111]
- Україна повідомила про 967 нових випадків хвороби за добу та 50 нових смертей за добу, загальна кількість зросла до 2228192 та 51952 відповідно; загалом одужали 2147972 хвороби.[112]
- Кількість смертей від COVID-19 у світі перевищила 4 мільйони.[113]

### 19 червня
- Бразилія досягла показника у 500 тисяч смертей від COVID-19. У країні щодня повідомлялося про в середньому 70 тисяч випадків хвороби і 2 тисячі смертей..[114]
- Фіджі підтвердили 150 нових випадків хвороби.[115]
- Малайзія повідомила про 5911 нових випадків хвороби, загальна кількість випадків зросла до 691115. Зареєстровано 6918 нових одужань, загальна кількість одужань зросла до 622244. Зареєстровано 72 смерті, кількість померлих зросла до 4348. Налічувалось 64523 активних випадків хвороби, з них 886 у реанімації та 441 на апараті штучної вентиляції легень.[116]
- У Сінгапурі повідомили про 21 новий випадок хвороби, у тому числі 14 з місцевою передачею вірусу та 7 завезених, загальна кількість випадків зросла до 62403. З випадків місцевої передачі 4 не були пов'язані з іншими випадками.[117] 36 хворих одужали, внаслідок чого загальна кількість одужань досягла 62023. Кількість померлих залишилася на рівні 34.[118]
- Україна повідомила про 852 нові випадки хвороби за добу та 40 нових смертей за добу, загальна кількість зросла до 2229044 та 51992 відповідно; загалом одужали 2150708 хворих.[119]

### 20 червня
- Фіджі підтвердили 166 випадків COVID-19, і повідомила про одну смерть, кількість померлих зросла до 7.[120]
- Малайзія повідомила про 5293 нові випадки хвороби, загальна кількість випадків зросла до 696408. Зареєстровано 5941 одужання, загальна кількість одужань зросла до 628185. Зареєстровано 60 смертей, кількість померлих зросла до 4408. Налічувалось 63815 активних випадків хвороби, з них 880 у реанімації та 454 на апараті штучної вентиляції легень.[121]
- Нова Зеландія повідомила про 4 нові випадки хвороби, загальна кількість випадків зросла до 2718 (2362 підтверджених і 356 ймовірних). Одужали 5 хворих, загальна кількість одужань досягла 2670. Кількість померлих залишилася на рівні 26. У керованій ізоляції перебували 22 активні випадки хвороби.[122]
- У Сінгапурі повідомили про 11 нових випадків хвороби, у тому числі 9 з місцевою передачею вірусу та 2 завезені, загальна кількість випадків зросла до 62414. З випадків місцевої передачі 5 не були пов'язані з іншими випадками.[123] 19 хворих одужали, внаслідок чого загальна кількість одужань досягла 62042. Кількість померлих залишилася на рівні 34.[124]
- Україна повідомила про 479 нових випадків хвороби за добу та 24 нові смерті за добу, загальна кількість зросла до 2229523 та 52016 відповідно; загалом одужали 2151463 хворі.[125]

### 21 червня
- Фіджі підтвердили 126 нових випадків хвороби.[126]
- В Індонезії кількість випадків хвороби перевищила 2 мільйони.[127]
- Малайзія повідомила про 4611 нових випадків хвороби, внаслідок чого загальна кількість випадків досягла 701019. Зареєстровано 5439 одужань, загальна кількість одужань зросла до 633624. Зареєстровано 69 смертей, кількість померлих зросла до 4477 осіб. Зареєстровано 62918 активних випадків хвороби, з них 880 у реанімації та 452 на апараті штучної вентиляції легень.[128]
- Нова Зеландія повідомила про 3 нові випадки хвороби, загальна кількість випадків зросла до 2720 (2364 підтверджених і 356 ймовірних). Один раніше зареєстрований випадок був перекваліфікований. Один хворий одужав, загальна кількість одужань досягла 2671. Кількість померлих залишилася на рівні 26. У керованій ізоляції перебували 23 активні випадки хвороби.[129]
- У Сінгапурі повідомили про 16 нових випадків хвороби, у тому числі 13 з місцевою передачею вірусу та 3 завезених, загальна кількість випадків зросла до 62430.[130] Зареєстровано 28 одужань, загальна кількість одужань зросла до 62070. Пізніше було підтверджено ще одну смерть, внаслідок чого кількість померлих зросла до 35.[131]
- У Сінгапурі повідомили про 16 нових випадків хвороби, у тому числі 13 з місцевою передачею вірусу та 3 завезених, загальна кількість випадків зросла до 62430.[130] Зареєстровано 28 одужань, загальна кількість одужань зросла до 62070. Пізніше було підтверджено ще одну смерть, внаслідок чого кількість померлих зросла до 35.[131]
- Україна повідомила про 323 нових випадки хвороби за добу та 16 нових смертей за добу, загальна кількість зросла до 2229846 та 52032 відповідно; загалом одужали 2152140 хворих.[132]

### 22 червня
Щотижневий звіт Всесвітньої організації охорони здоров'я:
- Фіджі підтвердили 180 нових випадків хвороби.[134]
- Малайзія повідомила про 4743 нові випадки хвороби, загальна кількість випадків зросла до 705762. Зареєстровано 5577 одужань, загальна кількість одужань зросла до 639181. Зареєстровано 77 смертей, кількість померлих зросла до 4554. Налічувалось 62027 активних випадків хвороби, з них 875 у реанімації та 445 на апараті штучної вентиляції легень.[135]
- Нова Зеландія перекласифікувала один раніше зареєстрований випадок хвороби, зменшивши загальну кількість випадків до 2719 (2363 підтверджених і 356 ймовірних). 2 хворих одужали, загальна кількість одужань досягла 2673. Кількість померлих залишилася на рівні 26. Налічувалось 20 активних випадків хвороби.[136]
- У Сінгапурі повідомили про 18 нових випадків хвороби, у тому числі 15 з місцевою передачею вірусу і 3 завезених, загальна кількість випадків зросла до 62448.[137] 28 хворих одужали, загальна кількість одужань зросла до 62098. Кількість померлих залишилася на рівні 35.[138]
- Україна повідомила про 296 нових випадків хвороби за добу та 21 нову смерть за добу, загальна кількість зросла до 2230142 та 52053 відповідно; загалом одужали 2152969 хворих.[139]

### 23 червня
- Фіджі підтвердили 279 нових випадків COVID-19.[140]
- У Колумбії кількість випадків перевищила 4 мільйони.[141]
- В Індії кількість випадків COVID-19 перевищила 30 мільйонів.[142] Крім того, країна повідомила про новий варіант Дельта з додатковою мутацією під назвою варіант Дельта Плюс після того, як булоо виявлено 40 випадків цього субваріанту.[143]
- Малайзія повідомила про 5244 нові випадки хвороби, загальна кількість зросла до 711006. Зареєстровано 6372 одужання, загальна кількість одужань зросла до 645553. Зареєстровано 83 смерті, кількість померлих зросла до 4637. Налічувались 60816 активних випадків хвороби, з них 879 у реанімації та 433 на апараті штучної вентиляції легень.[144]
- Нова Зеландія повідомила про 4 нові випадки хвороби, загальна кількість випадків зросла до 2723 (2367 підтверджених і 356 ймовірних). Кількість одужань залишилася на рівні 2673, а кількість померлих — 26. Налічувалось 24 активні випадки хвороби.[145]
- У Сінгапурі повідомили про 22 нові випадки хвороби, у тому числі 13 з місцевою передачею вірусу та 9 завезених, загальна кількість випадків зросла до 62470. З випадків місцевої передачі 3 не були пов'язані з іншими випадками.[146] 15 хворих одужали, внаслідок чого загальна кількість одужань склала 62113. Кількість померлих залишилася на рівні 35.[147]
- Україна повідомила про 835 нових випадків хвороби за добу разом із першим випадком варіанту Дельта, та про 70 нових смертей за добу, загальна кількість зросла до 2230977 та 52123 відповідно; загалом одужав 2155261 хворий.[148]

### 24 червня
- Фіджі підтвердили 308 нових випадків хвороби.[149][150]
- Малайзія повідомила про 5841 новий випадок хвороби, загальна кількість випадків зросла до 716847. Зареєстровано 5411 нових випадків хвороби, загальна кількість випадків сягнула 650964. Зареєстровано 84 смерті, кількість померлих зросла до 4721. Налічувалось 61162 активних випадків хвороби, з них 869 у реанімації та 438 на апараті штучної вентиляції легень.[151]
- Нова Зеландія не повідомила про нові випадки хвороби, загальна кількість випадків залишилася на рівні 2723 (2367 підтверджених і 356 ймовірних). 7 хворих одужали, загальна кількість одужань досягла 2680. Кількість померлих залишилася на рівні 26. Налічувалось 17 активних випадків хвороби.[152]
- У Сінгапурі повідомили про 23 нові випадки хвороби, у тому числі 14 з місцевою передачею вірусу та 9 завезених, загальна кількість випадків зросла до 62493.[153] З випадків місцевої передачі 2 не були пов'язані з іншими випадками. Зареєстровано 27 одужань, загальна кількість одужань зросла до 62140. Кількість померлих залишилася на рівні 35.[154]
- Україна повідомила про 937 нових випадків хвороби за добу та 58 нових смертей за добу, загальна кількість зросла до 2231914 та 52181 відповідно; загалом одужали 2157732 хворі.[155]

### 25 червня
- Фіджі підтвердили 215 нових випадків хвороби. Повідомлено про одну нову смерть, кількість померлих зросла до 14.[156]
- Малайзія повідомила про 5812 нових випадків хвороби, загальна кількість випадків зросла до 722659. Зареєстровано 6775 нових одужань, загальна кількість одужань зросла до 657739. Зареєстровано 82 смерті, кількість померлих зросла до 4803. Налічувалось 60117 активних випадків хвороби, з них 870 у реанімації та 433 на апараті штучної вентиляції легень.[157]
- Нова Зеландія повідомила про 2 нових випадки хвороби, загальна кількість випадків зросла до 2725 (2369 підтверджених і 356 ймовірних). Кількість одужань залишилася на рівні 2680, а кількість померлих — 26. Налічувалось 19 активних випадків хвороби.[158]
- У Сінгапурі повідомили про 20 нових випадків хвороби, у тому числі 15 з місцевою передачею інфекції і 5 завезених, загальна кількість випадків зросла до 62513. З випадків місцевої передачі 3 не були пов'язані з іншими випадками.[159] 21 хворий одужав, унаслідок чого загальна кількість одужань склала 62161. Кількість померлих залишилася на рівні 35.[160]
- Україна повідомила про 876 нових випадків хвороби за добу та 53 нові смерті за добу, загальна кількість зросла до 2232790 і 52234 відповідно; загалом одужали 2160137 хворих.[161]

### 26 червня
- Фіджі підтвердили 266 нових випадків COVID-19. Було зареєстровано одну смерть, кількість померлих зросла до 15.[162]
- Малайзія повідомила про 5803 нові випадки хвороби, загальна кількість випадків зросла до 728462. Зареєстровано 5193 нові одужання, загальна кількість одужань зросла до 662932. Зареєстровано 81 смерть, кількість померлих зросла до 4884. Налічувалось 60646 активних випадків хвороби, з них 866 у реанімації та 435 на штучній вентиляції легень.[163]
- Нова Зеландія повідомила про 4 нові випадки хвороби, загальна кількість випадків зросла до 2729 (2373 підтверджених і 356 ймовірних). 2 хворих одужали, внаслідок чого загальна кількість одужань досягла 2682. Кількість померлих залишилася нарівні 26. Налічувався 21 активний випадок хвороби.[164]
- У Сінгапурі повідомили про 17 нових випадків хвороби, у тому числі 13 з місцевою передачею вірусу і 4 завезених, загальна кількість випадків зросла до 62530. З випадків місцевої передачі 6 не були пов'язані з іншими випадками.[165] 20 хворих одужали, внаслідок чого загальна кількість одужань зросла до 62181. Пізніше було підтверджено ще одну смерть, внаслідок чого кількість померлих зросла до 36.[166]
- Україна повідомила про 756 нових випадків хвороби за добу та 35 нових смертей за добу, загальна кількість зросла до 2233546 та 52269 відповідно; загалом одужали 2161972 хворі.[167]

### 27 червня
- Фіджі підтвердили 262 нові випадки хвороби.[168]
- Малайзія повідомила про 5586 нових випадків хвороби, загальна кількість випадків зросла до 734048. Зареєстровано 4777 нових одужань, загальна кількість одужань зросла до 667709. Зареєстровано 60 смертей, кількість померлих зросла до 4944 осіб. Налічувалось 61395 активних випадків, з них 886 у реанімації та 446 на штучній вентиляції легень.[169]
- Нова Зеландія повідомила про один новий випадок хвороби, а 2 раніше зареєстровані випадки були перекласифіковані, внаслідок чого загальна кількість випадків досягла 2728 (2372 підтверджених і 356 ймовірних). Один хворий одужав, загальна кількість одужань досягла 2683. Кількість померлих залишилася на рівні 26. Налічувалось 19 активних випадків хвороби.
- У Сінгапурі повідомили про 14 нових випадків хвороби, у тому числі 12 з місцевою передачею інфекції і 2 завезених, загальна кількість зросла до 62544. Один випадок місцевої передачі не був пов'язаний з іншими.[170] Зареєстровано 14 одужань, загальна кількість одужань зросла до 62195. Кількість померлих залишилася на рівні 36.[171]
- Україна повідомила про 450 нових випадків хвороби за добу та 17 нових смертей за добу, загальна кількість зросла до 2233996 та 52286 відповідно; загалом одужали 2163069 хворих.[172]

### 28 червня
- Фіджі повідомили про 241 новий випадок хвороби, загальна кількість випадків зросла до 3832. Зареєстровано 26 нових одужань, загальна кількість одужань зросла до 779. Повідомлено про 2 смерті, кількість померлих зросла до 15. Налічувалось 3027 активних випадків хвороби.[173]
- Малайзія повідомила про 5218 нових випадків хвороби, загальна кількість випадків зросла до 739266. Зареєстровано 4744 одужання, загальна кількість одужань зросла до 672453. Зареєстровано 57 смертей, кількість померлих зросла до 5001. Налічувалось 61812 активних випадків хвороби, з них 899 у реанімації та 451 на апараті штучної вентиляції легень.[174]
- Нова Зеландія повідомила про 10 нових випадків хвороби, загальна кількість випадків зросла до 2738 (2382 підтверджених і 356 ймовірних). Зареєстровано одне одужання, загальна кількість одужань зросла до 2684. Кількість померлих залишилася на рівні 26. У керованій ізоляції перебували 28 активних випадків хвороби.[175]
- У Сінгапурі повідомили про 9 нових випадків хвороби, у тому числі 4 з місцевою передачею вірусу та 5 завезених, загальна кількість випадків зросла до 62553. З випадків місцевої передачі всі були пов'язані з іншими випадками.[176] 17 хворих одужали, загальна кількість одужань зросла до 62212. Кількість померлих залишилася на рівні 36.[177]
- Україна повідомила про 285 нових випадків хвороби за добу та 9 нових смертей за добу, загальна кількість зросла до 2234281 та 52295 відповідно; загалом одужали 2163792 хворі.[178]

### 29 червня
Щотижневий звіт Всесвітньої організації охорони здоров'я:
- Фіджі повідомили про 312 нових випадків COVID-19, і оголосили про 4 смерті, загальна кількість померлих зросла до 21.[180]
- Малайзія повідомила про 6437 нових випадків хвороби, загальна кількість випадків зросла до 745703. Зареєстровано 5298 нових одужань, загальна кількість одужань зросла до 677751. Зареєстровано 107 смертей, кількість померлих зросла до 5108. Налічувались 62844 активні випадки хвороби, з них 905 у реанімації та 455 на апараті штучної вентиляції легень.[181]
- Нова Зеландія повідомила про 4 нові випадки хвороби, тоді як раніше зареєстрований випадок був перекласифікований, загальна кількість випадків зросла до 2741 (2385 підтверджених і 356 ймовірних). Один хворий одужав, загальна кількість одужань досягла 2685. Кількість померлих залишилася на рівні 26. Налічувалось 30 активних випадків хвороби.[182]
- Сінгапур повідомив про 10 нових випадків хвороби, у тому числі 5 з місцевою передачею вірусу і 5 завезених, внаслідок чого загальна кількість випадків сягнула 62563.[183] З випадків місцевої передачі всі були пов'язані з іншими випадками. 7 хворих одужали, внаслідок чого загальна кількість одужань зросла до 62219. Кількість померлих залишилася на рівні 36.[184]
- Україна повідомила про 182 нових випадки хвороби за добу та 5 нових смертей за добу, загальна кількість зросла до 2234463 та 52300 відповідно; загалом одужали 2164374 хворі.[185]

### 30 червня
- Малайзія повідомила про 6276 нових випадків хвороби, загальна кількість випадків зросла до 751979. Зареєстровано 4929 нових одужань, загальна кількість одужань зросла до 682680. Зареєстровано 62 смерті, кількість померлих зросла до 5170. Налічувалось 64129 активних випадків хвороби, з них 905 у реанімації та 452 на апараті штучної вентиляції легень.[186]
- Фіджі підтвердили 274 нових випадки COVID-19.[187]
- Нова Зеландія повідомила про один новий випадок хвороби, загальна кількість випадків зросла до 2742 (2386 підтверджених і 356 ймовірних). Кількість одужань залишилася на рівні 2685, а кількість померлих — 26. налічувався 31 активний випадок хвороби.[188]
- У Сінгапурі повідомили про 16 нових випадків хвороби, у тому числі 5 з місцевою передачею вірусу та 11 завезених, загальна кількість зросла до 62579. З випадків місцевої передачі всі були пов'язані з іншими випадками.[189] Зареєстровано 9 одужань, загальна кількість одужань зросла до 62228. Кількість померлих залишилася на рівні 36.[190]
- Україна повідомила про 633 нові випадки хвороби за добу та 40 нових смертей за добу, загальна кількість зросла до 2235096 та 52340 відповідно; загалом одужали 2166668 хворих.[191]

## Резюме
Протягом червня 2021 року жодна нова країна чи територія не підтвердили перші випадки хвороби.
Станом на кінець червня лише такі країни та території не повідомляли про випадки зараження SARS-CoV-2:
Азія
- Кокосові острови
- Острів Різдва
- Північна Корея
- Туркменістан

Європа
- Шпіцберген ( Норвегія)

Океанія
- Острови Кука
- Науру
- Ніуе
- Острів Норфолк
- Піткерн
- Токелау
- Тонга
- Тувалу